# 433 (số)
433 (bốn trăm ba mươi ba) là một số tự nhiên ngay sau 432 và ngay trước 434.